# Xã Sherman, Quận Keweenaw, Michigan
Xã Sherman (tiếng Anh: Sherman Township) là một xã thuộc quận Keweenaw, tiểu bang Michigan, Hoa Kỳ. Năm 2010, dân số của xã này là 67 người.